# Edward Hayter
Edward Hayter, aussi connu sous le nom de Ed Hayter, est un acteur et un mannequin britannique, connu pour avoir joué dans la pièce de théâtre Touching the Void (en) avant d'interpréter plus tard les personnages principaux dans To Dream, Burning Men, et le rôle secondaire dans la série télévisée Will.

## Biographie
Hayter grandit à Muswell Hill à Londres au Royaume-Uni. Il étudie la philosophie ainsi que l'histoire à l'Université du Sussex pour ensuite commencer sa carrière en tant que mannequin. Il suit en outre une formation pour devenir acteur à l'école The Poor School à Londres ainsi qu'au Stella Adler Studio of Acting à New York.

## Carrière
Edward Hayter commence sa carrière de mannequin à un très jeune âge ce qui l'oriente vers une carrière d'acteur. Il suit donc une formation à Londres à l'école The Poor School ainsi qu'à l'école Stella Adler Studio of Acting à New York. Il apparaît dans des magazines comme Country Life Magazine en septembre 2022, Sphere en octobre 2020, Juste Magazine en 2019, Schön! Magazine le 25 septembre 2015, ainsi que dans des publicités telles que celles de Porsche pour le modèle 911 S/T en 2023, Genesis Motors pour le modèle GV60 en 2022.
En 2012, il joue dans le clip vidéo Love Song de Jagga. En 2014, il interprète Dominic dans le court métrage An Open Letter To Dominic. La même année, il joue dans le clip vidéo Cocoon du groupe Catfish and the Bottlemen.
En 2015, il interprète le rôle principal d'un graffeur en prison, du court métrage More Hate Than Fear réalisé par Molly Manning Walker et Billy Boyd Cape,.
En 2016, il décroche son premier rôle principal, Luke, dans le film To Dream aux côtés de Freddie Thorp et réalisé par Nicole Albarelli. Le film est sélectionné au British Urban Film Festival en 2017. Il apparaît dans une entrevue du London Live en 2016. Il souhaite que ceux ayant regardé le film comprennent que les types de modes de vie abordés dans le film tels que la toxicomanie et la dépression peuvent être des sujets sombres, mais peuvent aussi avoir un aspect positif pour les spectateurs. Il gagne le prix du « meilleur acteur » de World Music And Independent Film Festival en 2017. Il est nommé « meilleur acteur » au British Urban Film Festival en 2017.
En 2017, il interprète le personnage secondaire de Thomas Walsingham, patron, confident et partenaire du poète Christopher Marlowe, interprété par Jamie Campbell Bower dans la série télévisée Will,.
En 2018, il fait ses débuts dans le monde du théâtre avec le rôle de Simon Yates, un alpiniste, dans la pièce Touching the Void au Bristol Old Vic. Afin que son interprétation soit le plus proche possible de la réalité, il se prépare ainsi pour le rôle dans les montagnes. N'ayant jamais rencontré Simon auparavant, il prend les traits de celui-ci en regardant des vidéos de Simon pour être en mesure d'interpréter son personnage au mieux. Il a trouvé intéressant de pouvoir le rencontrer par la suite,. La même année, il interprète Danny, dans le court métrage La La Means I Love You .
En 2019, il interprète le rôle de Jimmy dans le court métrage Daughter. La même année, il joue le rôle principal de Ray, un musicien, dans le film Burning Men. Son intérêt pour la musique vient en grande partie du fait de s’être fait accepter pour le film Burning Men et est par la suite apparu au London Live pour la première du film le 28 septembre 2019. Il apprend à jouer de la guitare pour ce rôle. Durant la même entrevue, il dit pouvoir se reconnaître dans chacun de ses rôles, mais ne pouvait pas penser à un rôle précis.

## Image publique

### Touching The Void
Dans Touching The Void, sa performance est reconnue comme réelle et authentique. La critique de The Guardian conclut qu'il est si investi dans son rôle qu'il rayonne l'angoisse morale. Janice Forsyth de l'émission The Afternoon Show affirme qu'« Edward est le pouvoir du théâtre » et qu'il pourrait être emmené n'importe où s'il se concentrait sur le public.

### To Dream
Selon la critique Film Threat, il commande brillamment son personnage par l'arrogance et la vulnérabilité, montrant comment devenir un adulte est en fait terrifiant et incertain.

### Burning Men
Selon Liselotte Vanophem, l'intervieweuse, « Hayter livre des performances passionnantes, pleines d'émotions et de talent musical ».

## Théâtre
- 2018 : Touching the Void (en) : Simon Yates

## Filmographie

### Films
- 2016 : To Dream de Nicole Albarelli : Luke
- 2019 : Burning Men de Jeremy Wooding (en) : Ray

### Courts métrages
- 2014 : An Open Letter To Dominic de Maria Chambers : Dominic
- 2015 : More Hate Than Fear de Billy Boyd Cape : un graffeur
- 2018 : La La Means I Love You de Margarita Milne : Danny
- 2019 : Daughter de Christian Kinde : Jimmy
- 2020 : Grounds de Phoebe Torrance : Jack Desmond
- 2022 : A Sober Dance de Owen Hurrell et Ed Kitchen : Crim Snar

### Séries télévisées
- 2017 : Will de Craig Pearce : Thomas Walsingham (en)

### Vidéoclips
- 2012 : Love Song de Jagga : Protagoniste
- 2014 : Cocoon de Catfish and the Bottlemen : protagoniste
- 2015 : Darkest Hours de Memtrix and Spor : partenaire romantique

## Récompenses
| Année | Prix                             | Catégorie       | Travail  | Résultat   |
| ----- | -------------------------------- | --------------- | -------- | ---------- |
| 2017  | World Music And Independent Film | Meilleur acteur | To Dream | Gagné      |
| 2017  | British Urban Film Festival      | Meilleur acteur | To Dream | Nomination |